# دهه ۸۰ (پیش از میلاد)
دهه ۸۰ (پیش از میلاد) ۸مین دهه قبل از مبدا شروع تقویم میلادی است.